# Caroline Ouellette
Caroline Ouellette  (Montreal, 25 mei 1979) is een Canadees ijshockeyster. 
Ouellette werd in 2002, 2006, 2010 en 2014 met haar ploeggenoten olympisch kampioen
Tijdens de wereldkampioenschappen werd Ouellette wereldkampioene in , 1999, 2000, 2001, 2004, 2007 en 2012. 
Ouellette werd in 2023 opgenomen in de Hockey Hall of Fame.